# Twindoor
Twindoor (volně přeloženo dvojité dveře) je patentovaný systém dvojího otevírání pátých dveří u vozu. Lze u nich otevřít buď jen spodní část, jako zavazadlový prostor sedanu, anebo celé dveře i se zadním okénkem, podobně jako u aut typu liftback. Tato technologie byla poprvé použita ve Škodě Superb druhé generace.
V rámci koncernu je zvažováno využití Twindoor i u dalších továrních značek jako Volkswagen nebo Audi.[zdroj?]
Podobné řešení použilo BMW pro svůj model BMW řady 5 Gran Turismo představený v roce 2009.

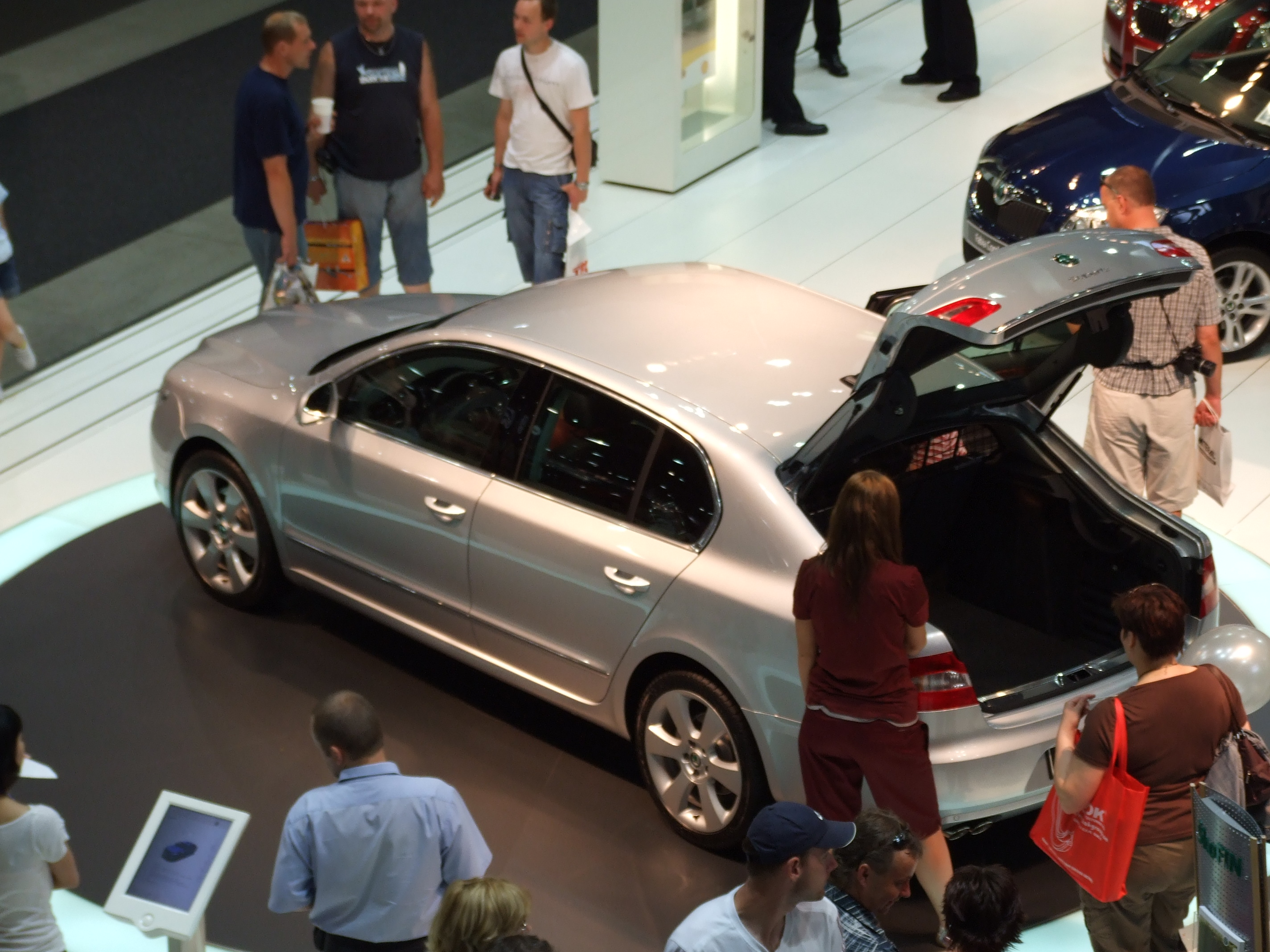
Škoda Superb s pátými dveřmi zcela otevřenými
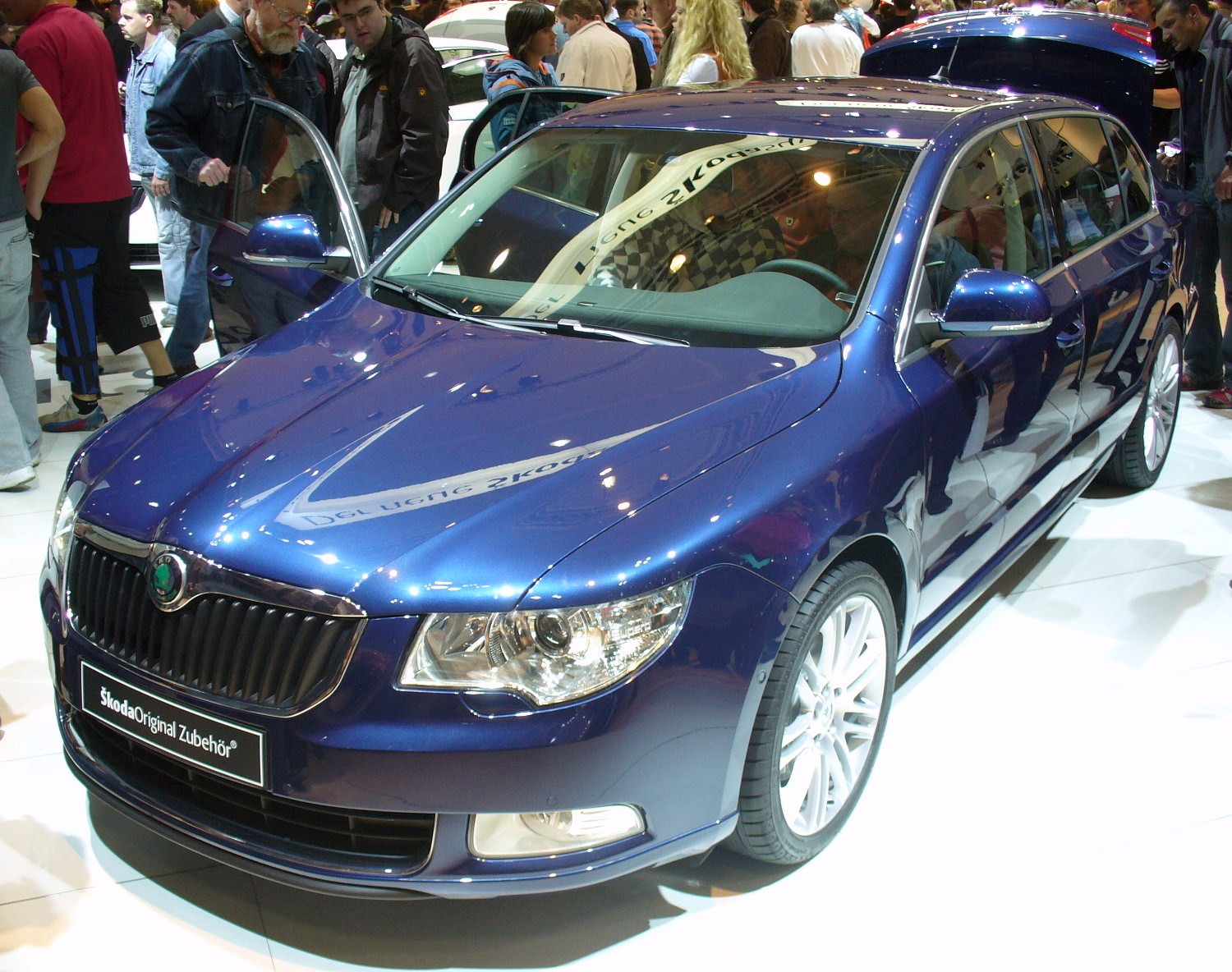
Škoda Superb s pátými dveřmi otevřenými jako klasický tříprostorový sedan